# Фальцет
Фальце́т (італ. falsetto від falso(італ.) —фальшивий, помилковий) один з регістрів співочого чоловічого голосу в якому використовується головний резонатор ізольовано від грудного  або фістула — верхній головний регістр співочого голосу, бідний обертонами, тембрально простіший від основного грудного голосу виконавця. Нагадує писк. Звучить м'яко, несильно й різко, іноді має глухе звучання.

## Історичні аспекти
До початку 19 століття фальцет застосовували тенори для створення високих звуків, від яких не вимагалося повноти й сили.
За Середньовіччя у католиків хлопчиків-співаків хорів іноді спеціально кастрували задля зберігання здатності співу фальцетом, оскільки, фізіологічну схильність до подібного вокалу виявляють саме позбавленні «чоловічих ознак» співаки. Через ці, та інші, фактори фальцет як правило сприймається як асоціація кастрації.

## Сучасне використання
Фальцет часто використається як прийом в естрадній і рок-музиці, а також для виконання оперних партій, теситурно написаних для кастратів (в сучасному варіанті, контртенорів і чоловічих альтів). Спів фальцетом властивий також в музичному фольклорі деяких народів (наприклад йодль у тирольців). У металі характерний для ґлему, традиційного геві, спіду та частково паверу, і майже не використовується поза межами цих жанрів.
Віртуозне володіння фальцетом для сучасності є рідкістю, серед відомих співаків, що володіють цією технікою — Ерік Курманґалієв, Вітас, Ієн Ґіллан (рок-гурт Deep Purple), Йоун Тоур Бірґіссон (гурт Sigur Rós), Метью Белламі (рок-гурт Muse), Джонатан Гіґс (гурт Everything Everything), Тору Кітаджима (вокаліст гурту Ling tosite sigure), а також Філіпп Жарускі. З віком виконавця техніка фальцету стає дедалі важчою через вікові зміни в будові голосового апарата.
Фальцет застосовується в сучасному оперному і концертному співі лише для забарвлення звуку.